# Rodrigo Crexell
Rodrigo Hugo Crexell (Rosario, Santa Fe, Argentina, 5 de febrero de 1968) es un exjugador argentino de rugby que se desempeñaba como medio scrum.

## Selección nacional
Fue convocado a los Pumas por primera vez en octubre de 1990 para enfrentar al XV del Trébol y jugó con ellos hasta su última convocatoria en octubre de 1995 frente a los Teros. En total jugó catorce partidos; marcó cinco tries, dos conversiones y un penal (32 puntos).

### Participaciones en Copas del Mundo
Crexell solo disputó una Copa del Mundo: Sudáfrica 1995 donde jugó todos los partidos como titular y marcó un try ante Samoa.
| Mundial                       | Sede      | Resultado    | PJ | Tries |
| ----------------------------- | --------- | ------------ | -- | ----- |
| Copa Mundial de Rugby de 1995 | Sudáfrica | Primera fase | 3  | 1     |

## Palmarés
- Campeón del Torneo Sudamericano de 1991 y 1995.[2]